# Фрайбург (Нижняя Саксония)
Фрайбург (нем. Freiburg) — коммуна в Германии, в земле Нижняя Саксония.
Входит в состав района Штаде. Подчиняется управлению Нордкединген. Население составляет 1772 человека (на 31 декабря 2010 года). Занимает площадь 34,11 км².